# Espectrofotómetro de transformada de Fourier
Con los espectrofotómetros de rayos infrarrojos (IR) convencionales con monocromador era difícil acceder a la región de 10 a 400 cm-1 (IR lejano), por eso los primeros espectrofotómetros de transformada de Fourier (TF) se diseñaron para esa región. De cualquier modo este método hoy en día se ha extendido a aparatos que permiten barrer toda la región IR y, en particular, el IR medio que es la de mayor interés. Actualmente los espectrofotómetros IR-TF han desplazado a espectrofotómetros con monocromador (dispersivos).

## Principio de funcionamiento

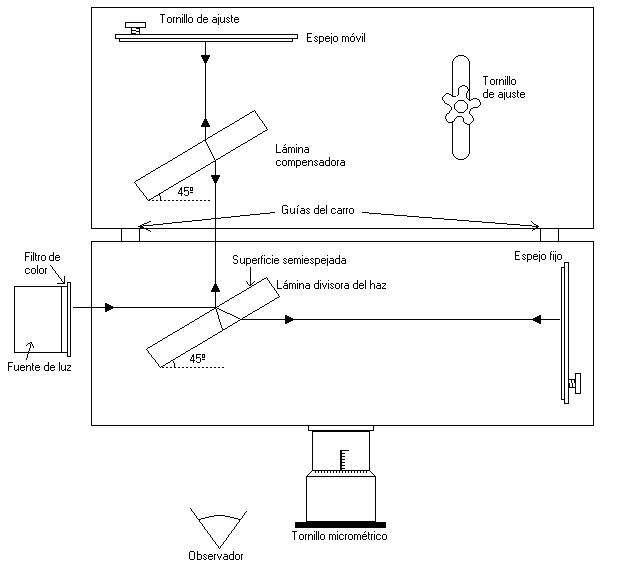
Esquema de un interferómetro de Michelson.

Este instrumento está basado en el principio del interferómetro de Michelson, que funciona del siguiente modo: la radiación primero golpea a un divisor o separador que escinde el haz de la luz en dos partes iguales (espejo semirreflejante). Estos dos haces de luz interfieren en el divisor después en su viaje de vuelta cuando son reflejados sobre otros dos espejos. Uno dispuesto frente a la trayectoria del haz original (espejo móvil 1) y el otro perpendicular (espejo fijo 2). En esta trayectoria se dispone la muestra y a continuación el detector IR (ver figura)
La intensidad resultante de la superposición de los dos haces es medida como función del desfase (s) del espejo móvil en su desplazamiento respecto la posición intermedia. El gráfico resultante (Intensidad vs. Desfase) se denomina interferograma.
La transformación de Fourier se usa como método matemático para el desarrollo en serie la curva obtenida (interferograma). La transformada está constituida por el sumatorio de senos y cosenos de las distintas frecuencias ópticas que componen la radiación. Gracias a un programa de ordenador este tedioso cálculo matemático se simplifica y se obtienen resultados exactos y rápidos de las frecuencias elementales contenidas en el interferograma. La transformada de Fourier (o desarrollo en serie de Fourier) del interferograma es el espectro ordinario obtenido por aparatos convencionales IR.
En efecto, el interferograma contiene la absorción completa de la muestra descrita para cada longitud de onda por la correspondiente disminución de intensidad luminosa. El interferograma más sencillo corresponde a una radiación monocromática (una sola frecuencia), obteniéndose una curva función coseno de la frecuencia correspondiente. En cualquier interferograma cada punto contiene datos de todas las frecuencias que contiene el espectro completo y no de una sola frecuencia como en el espectro ordinario.
Así la información de una señal con forma de coseno en el detector (interferograma más simple) sería mostrada después de la trasformada como una sola línea de un número de onda particular (luz monocromática de una sola frecuencia). Pero cualquier interferograma común es el resultado de la combinación de múltiples frecuencias que con la TF es posible descubrir.

## Ventajas del método
Las ventajas de este método de IR-TF son básicamente dos: 
1. mejorar  la resolución de los espectros
2. obtener mayor sensibilidad

La mejora de sensibilidad es consecuencia de una mayor energía de flujo del haz de luz hasta llegar al detector y de la mejora de la relación señal/ruido (S/N) por promediación de interferogramas. Es tan notable el avance de sensibilidad que en el momento en que tecnológicamente se pudieron hacer interferómetros de Michelson baratos y precisos prácticamente todos los espectrofotómetros comerciales IR en la actualidad son IR-TF.